# Eucladodes
Eucladodes is een geslacht van vlinders van de familie uilen (Noctuidae), uit de onderfamilie Hadeninae.

## Soorten
- E. achrorophilus Laporte, 1976
- E. baleensis Laporte, 1976
- E. oeneus (Fawcett, 1918)